# Energía cinética de turbulencia
En dinámica de fluidos, la energía cinética de turbulencia (TKE) es la media de la energía cinética por unidad de masa asociada a los torbellinos en el flujo turbulento. Físicamente, la energía cinética de turbulencia se caracteriza por fluctuaciones de velocidad medidas de valor cuadrático medio (RMS). En las ecuaciones de Navier-Stokes promediadas por Reynolds, la energía cinética de turbulencia puede calcularse basándose en el método de cierre, es decir, un modelo de turbulencia.
El TKE puede definirse como la mitad de la suma de las varianzas σ² (cuadrado de las desviaciones estándar σ) de los componentes de velocidad fluctuantes:
{\displaystyle k={\frac {1}{2}}(\sigma _{u}^{2}+\sigma _{v}^{2}+\sigma _{w}^{2})={\frac {1}{2}}\left(\,{\overline {(u')^{2}}}+{\overline {(v')^{2}}}+{\overline {(w')^{2}}}\,\right),}
donde cada componente de velocidad turbulenta es la diferencia entre la velocidad instantánea y la velocidad media:{\displaystyle u'=u-{\overline {u}}} (Descomposición de Reynolds). La  media y la varianza son {\displaystyle {\begin{aligned}{\overline {u'}}&={\frac {1}{T}}\int _{0}^{T}(u(t)-{\overline {u}})\,dt=0,\\[4pt]{\overline {(u')^{2}}}&={\frac {1}{T}}\int _{0}^{T}(u(t)-{\overline {u}})^{2}\,dt=\sigma _{u}^{2}\geq 0,\end{aligned}}} respectivamente.
La TKE puede producirse por cizalladura de fluidos, fricción o flotabilidad, o mediante forzamiento externo a escalas de remolino de baja frecuencia (escala integral). La energía cinética de la turbulencia se transfiere entonces hacia abajo en la cascada de energía de la turbulencia, y se disipa por fuerzas viscosas en la escala de Kolmogorov. Este proceso de producción, transporte y disipación puede expresarse como:
{\displaystyle {\frac {Dk}{Dt}}+\nabla \cdot T'=P-\varepsilon ,}
donde: 
- ⁠{\displaystyle {\tfrac {Dk}{Dt}}}⁠ es el derivada material de flujo medio de TKE;
- ∇ · T′ es el transporte de turbulencia de TKE;
- P es la producción de TKE, y
- ε es la disipación de TKE.

Suponiendo que la viscosidad molecular es constante y haciendo la aproximación de Boussinesq, la ecuación de TKE es:
{\displaystyle \underbrace {\frac {\partial k}{\partial t}} _{{\text{Derivada}} \atop {\text{local}}}\!\!\!+\ \underbrace {{\overline {u}}_{j}{\frac {\partial k}{\partial x_{j}}}} _{{\text{Advección}} \atop {}}=-\underbrace {{\frac {1}{\rho _{o}}}{\frac {\partial {\overline {u'_{i}p'}}}{\partial x_{i}}}} _{{\text{Presión}} \atop {\text{de difusión}}}-\underbrace {{\frac {1}{2}}{\frac {\partial {\overline {u_{j}'u_{j}'u_{i}'}}}{\partial x_{i}}}} _{{{\text{Transporte de}} \atop {\text{turbulencia}}} \atop {\mathcal {T}}}+\underbrace {\nu {\frac {\partial ^{2}k}{\partial x_{j}^{2}}}} _{{{\text{Transport}} \atop {\text{molecular}}} \atop {\text{viscoso}}}-\underbrace {{\overline {u'_{i}u'_{j}}}{\frac {\partial {\overline {u_{i}}}}{\partial x_{j}}}} _{{\text{Producción}} \atop {\mathcal {P}}}-\underbrace {\nu {\overline {{\frac {\partial u'_{i}}{\partial x_{j}}}{\frac {\partial u'_{i}}{\partial x_{j}}}}}} _{{\text{Disipación}} \atop \varepsilon _{k}}-\underbrace {{\frac {g}{\rho _{o}}}{\overline {\rho 'u'_{i}}}\delta _{i3}} _{{\text{Flujo de flotabilidad}} \atop b}}

Al examinar estos fenómenos, se puede encontrar el balance de energía cinética de turbulencia para un flujo en particular.

## Dinámica de fluidos computacional
En la dinámica de fluidos computacional (CFD), es imposible simular numéricamente la turbulencia sin discretizar el campo de flujo hasta las microescalas de Kolmogorov, lo que se denomina simulación numérica directa (DNS). Dado que las simulaciones DNS son exorbitantemente caras debido a los gastos generales de memoria, computación y almacenamiento, se utilizan modelos de turbulencia para simular los efectos de la turbulencia. Se utilizan diversos modelos, pero en general la TKE es una propiedad fundamental del flujo que debe calcularse para modelar la turbulencia del fluido.

### Ecuaciones de Navier-Stokes promediadas por Reynolds
Las ecuaciones de Navier-Stokes promediadas por Reynolds (RANS) utilizan la hipótesis de Boussinesq de la viscosidad de los remolinos para calcular el Esfuerzo de Reynolds que resulta del procedimiento de promediado:
{\displaystyle {\overline {u'_{i}u'_{j}}}={\frac {2}{3}}k\delta _{ij}-\nu _{t}\left({\frac {\partial {\overline {u_{i}}}}{\partial x_{j}}}+{\frac {\partial {\overline {u_{j}}}}{\partial x_{i}}}\right),}
donde {\displaystyle \nu _{t}=c\cdot {\sqrt {k}}\cdot l_{m}.}
El método exacto para resolver el TKE depende del modelo de turbulencia utilizado; los modelos «k–ε» (k–epsilon) asumen la isotropía de la turbulencia, por lo que las tensiones normales son iguales:
{\displaystyle {\overline {(u')^{2}}}={\overline {(v')^{2}}}={\overline {(w')^{2}}}.}
Esta suposición simplifica el modelado de las cantidades de turbulencia (k y ε), pero no será precisa en escenarios en los que predomine el comportamiento anisotrópico de las tensiones de turbulencia, y las implicaciones de esto en la producción de turbulencia también conducen a una sobrepredicción, ya que la producción depende de la tasa media de deformación, y no de la diferencia entre las tensiones normales (ya que, por suponer, son iguales).
Los modelos de Esfuerzo de Reynolds (RSM) utilizan un método diferente para cerrar las tensiones de Reynolds, en el que las tensiones normales no se asumen isotrópicas, por lo que se evita el problema con la producción de TKE.

### Condiciones iniciales
La prescripción precisa de TKE como condiciones iniciales en las simulaciones CFD es importante para predecir con precisión los flujos, especialmente en simulaciones con un número de Reynolds alto. A continuación se muestra un ejemplo de conducto liso.
{\displaystyle k={\frac {3}{2}}(UI)^{2},}
donde I es la intensidad de turbulencia inicial en [%] indicada a continuación, y U es la magnitud de la velocidad inicial. Como ejemplo para flujos en tuberías, con el número de Reynolds basado en el diámetro de la tubería:
{\displaystyle I=0.16Re^{-{\frac {1}{8}}}.}
Aquí l es la escala de longitud de turbulencia o remolino, que se indica a continuación, y cμ es un parámetro del modelo k–ε cuyo valor suele ser 0,09;
{\displaystyle \varepsilon ={c_{\mu }}^{\frac {3}{4}}k^{\frac {3}{2}}l^{-1}.}
La escala de longitud turbulenta puede «estimarse» como
{\displaystyle l=0.07L,}
con L una longitud característica. Para flujos internos, esto puede tomar el valor del ancho (o diámetro) del conducto (o tubería) de entrada o el diámetro hidráulico.